# People's Daily New Headquarters
People's Daily New Headquarters è un grattacielo di 180 metri di altezza costruito tra il 2011-2015 a Pechino.
Ospita su 33 piani la sede di uno dei più importanti quotidiani cinesi, The People's Daily.
È uno dei rari grattacieli del pianeta con un'apertura nella parte superiore, tra l'ultimo piano e il tetto.
L'edificio è stato realizzato dalla Southeast University School of Architecture.